# Laak (Demer)
De Laak of Grote Laak (vroeger ook Meetshovense Laak) is een rivier die zich ter hoogte van Aarschot van de Demer afsplitst en in de buurt van het gehucht Ninde, ten noordwesten van Werchter in de Dijle uitmondt. Stroomopwaarts van Aarschot, ten oosten van Langdorp, is er eveneens een Grote en Kleine Laak die parallel met de Demer stromen.
De rivier dient niet verward te worden met de Grote Laak, een zijrivier van de Grote Nete in de Kempense gemeente Laakdal.

## Geschiedenis
In het Saale-glaciaal en het Eems-interglaciaal, vóór de laatste ijstijd, waterde de Grote Nete via de Laak af naar de Dijle. Voordat de Demer zijn huidige bedding ging gebruiken, stroomde de Demer door de vallei van de Laak naar Ninde. Later ging de hoofdstroom van de Demer een meer zuidelijke bedding gebruiken. In de middeleeuwen werd de bevloeiing van de Laak-vallei geregeld door middel van een sas in Aarschot. Stroomafwaarts van Aarschot overstroomde bijna elke winter een groot gedeelte van de vallei. Door deze herhaaldelijke bevloeiingen verhoogde de vruchtbaarheid van de gronden en de toenmalige landbouwopbrengsten opmerkelijk.
In 1974 verliest de Laak door de rechttrekking en dijkverhoging van de Demer haar natuurlijke wateraanvoer. Later wordt de bovenloop van de rivier in Aarschot in een buis gelegd bij de aanleg van het oostelijke deel van de Aarschotse ring. Daardoor is de waterloop tot een open riool herschapen. Eens de stad Aarschot voorbij, blijft het waterdebiet zeer gering. Tijdens droge periodes komt ze op sommige plaatsen zelfs leeg te staan. Onder impuls van Regionaal Landschap Noord-Hageland wordt de Laak in Aarschot echter terug open gelegd, waardoor een 'groen lint door de stad' moet ontstaan.